# Umar (chan bułgarski)
Umar (także: Umor, bułg. Умар, Умор) – chan bułgarski, który panował w 766 roku. 
Według Imiennika chanów bułgarskich Umar należał do rodu Ukil i panował przez 40 dni. T. Wasilewski i G. Ostrogorski ustalają jego panowanie na rok 767. Inna propozycja to rok 766 (tak np. u W. Złatarskiego i I. Wieniedikowa.
Podjęte przez chana Sabina rozmowy pokojowe z bizantyjskim cesarzem Konstantynem V zakończyły się wybuchem niezadowolenia wśród protobułgarskiej arystokracji i ucieczką Sabina z Pliski. Umar znalazł się na tronie zupełnie przypadkiem: Sabin przed swą ucieczką do Konstantynopola zaproponował mu władzę, którą ten trochę łatwowiernie przyjął.
Jako przedstawiciel stronnictwa postulującego zawarcie rozejmu z Bizancjum Umar został obalony ponad miesiąc później przez zwolenników prowadzenia wojny z cesarstwem.